# Niger címere

Niger címere

Niger címere egy zöld színű pajzs, amelyen egy sárga napot, alatta egy sárga ökörfejet, felette pedig nyilat és botokat, valamint egy kukoricafejet helyeztek el. A pajzsot két oldalt két-két nemzeti zászló díszíti, alul fehér szalagon olvasható az ország neve. A címert 1962 december 1-jén fogadták el.